# Årets fodboldspiller i Portugal
Årets fodboldspiller i Portugal er en pris, der udgives hvert år til en spiller i den portugisiske liga. Prisen kåres af det Portugisiske fodboldforbund. Mellem 1970 til 2000 blev den tildelt den bedste portugisiske spiller i både udenlandske ligaer og den portugisiske liga. Siden 2001 er den kun blevet tildelt de bedste portugisiske fodboldspillere i den portugisiske liga.
| Fodbold | Spire Denne artikel om fodbold er en spire som bør udbygges. Du er velkommen til at hjælpe Wikipedia ved at udvide den. |